# قناة الأفق
قناة الأفق (بالفرنسية: Canal Horizons) هي قناة فرنسية مشفّرة تابعة لمجموعة كانال بلوس CANAL + تبث في تونس. كان أول بث لها في ديسمبر 1991 وآخر بث لها في 16 أكتوبر 2001. بلغ عدد المشتركين فيها في منتصف التسعينيات من القرن الماضي إلى 65,000 مشترك.

## البث
أطلقت قناة كانال بلوس الفرنكوفونية في أفريقيا في 21 ديسمبر 1991، ثلاث شركات تابعة لها  في السنغال وتونس وكوت ديفوار. تتمركز جميع برمجتها في باريس، حيث يتم  ترميز المعلومات وتوجيه إشارات البث إلى قمرين صناعيين، هما أنتلسات 803 وهوت بيرد 1.
ابتداءً من أيار / مايو 1995، أصبحت القناة متاحة للبث المباشر عبر القمر الصناعي يوتلسات 2 (هوت بيرد 1) في جميع أنحاء المغرب العربي والشرق الأوسط، بما في ذلك المغرب. في 1 نوفمبر 1996، انضمت القناة إلى مجموعة MultiChoice الرقمية (DSTV) التي تستخدم قمر بانامسات، وأصبحت في أبريل 1997 متوفرة على الحزمة الرقمية الفرنكوفونية.
تُعرض قناة آفاق محلياً وتوزّع أيضاً عبر شبكات MMDS في عدة مدن، مثل ليبرفيل، لومي وباماكو ونيامي وكوتونو، واغادوغو، أنتاناناريفو، بوجمبورا وبورت جنتيل، تُقدم القناة برامجها باللغات الدوالا وياوندي، مع توفير مساحة للشبكات الكابلية.

## آخر بث
انتهت قناة الأفق (وهي شركة تابعة لكنال + قناة تلفزيون (فرنسا) الأربعاء 17 أكتوبر 2001) من بث برامجها في تونس بعد تسع سنوات من نشاطها «لأسباب اقتصادية»، دخل هذا القرار حيز التنفيذ في منتصف ليلة الثلاثاء لتونس، والتي ينبغي أن تطبق على غيرها من بلدان المغرب العربي والشرق الأوسط، وقالت سيدات رؤوف الرئيس التنفيذي لشركة الاستغلال والنشر التي تدير قناة آفاق تونس: «إننا وقفنا البث الفعال للإشارة لقناة آفاق فرنسا، وبعد سلسلة قررنا التوقف عن بثها في المغرب العربي والشرق الأوسط»، قال سيدات رؤوف «هذا هو جزاء من السوق، والمنتجات الثقافية التي تقدمها القناة أكثر ربحية» وقال أن الحكم لن يؤدي إلى عجز صور تونس، ولكن لعدم وجود آفاق القناة في تونس «سيترك بالتأكيد مرارة لعشاق البرامج الرياضية»، وأضاف أيضاً: قناة آفاق وكانت تتضمن 35,000 من الأعضاء في تونس، و 50 ٪ أقل من ذروة 65,000 تم التوصل إليها خلال السنوات التي قضاها في النجاح قبل غزو الصحون اللاقطة التي يمكن أن تتلقى مئات من القنوات الفضائية، ووقف التوزيع وأنتجت في إطار مذكرة التفاهم الموقعة بين فرنسا وقناة سيدات الأفق، الذي كان مسؤولا عن تعويض الموظفين التونسي (105 موظف) وتصفية المطالبات. لوحة المقرر عقده في منتصف ديسمبر كانون الأول يجب أن يقرر مصير سيدات، وهي الشركة التي تدير مركز دوران المحلية من 10 ملايين دينار (1 دينار = 0.8 يورو). وقد دفع القناة إلى جانب المغرب العربي والشرق الأوسط، قناة آفاق موجود في أفريقيا جنوب الصحراء الكبرى، ومارس 2001، 152000 مشترك.
ووفقًا لدراسة أجريت في نهاية عام 1999، إجمالي عدد المشتركين في السنغال (بين 15,000 و 25,000 من الأعضاء) راضون عن البرمجة والتوازن بين مختلف أنواع البرامج. إنهم يعتقدون أن هناك ما يكفي من الأفلام (64%) والرياضة (61%)، مجموعة (56%) من برامج الشباب (55%) وأفلام وثائقية (52%). لكن 60% منهم يعتقدون أنه لا يوجد ما يكفي من الموسيقى والسينما، أفلام أميركية من العمل والحصول على أفضل تصنيف المعلق من الأفلام الفرنسية. توزيع البرامج على النحو التالي: يتم تقسيم 50%من السينما، والرياضة، و 25% من المبلغ المتبقي بين برامج الموسيقى والأفلام الوثائقية، وبرامج للشباب. وقررت البرمجة في باريس آفاق قناة اس بلس.